# Paterna del Campo (ort)
Paterna del Campo är en ort i Spanien.   Den ligger i provinsen Provincia de Huelva och regionen Andalusien, i den sydvästra delen av landet, 400 km sydväst om huvudstaden Madrid. Paterna del Campo ligger 175 meter över havet och antalet invånare är 3 625.
Terrängen runt Paterna del Campo är huvudsakligen platt. Paterna del Campo ligger uppe på en höjd. Runt Paterna del Campo är det ganska tätbefolkat, med 108 invånare per kvadratkilometer. Närmaste större samhälle är Bollullos par del Condado, 14,9 km sydväst om Paterna del Campo. Trakten runt Paterna del Campo består till största delen av jordbruksmark.